# VRT NWS journaal
Het VRT NWS journaal (t/m 28 augustus 2022 Het journaal) is de dagelijkse nieuwsrubriek van de VRT, die op de televisiezender VRT 1 wordt uitgezonden. Het journaal wordt verzorgd door de redactie van VRT NWS.
Het eerste journaal werd uitgezonden op 31 oktober 1953 (ook de dag van de eerste televisie-uitzending in Vlaanderen) en sindsdien is het VRT-journaal, analoog met de ontwikkeling van televisie als medium, flink veranderd. Aanvankelijk had het journaal slechts enkele medewerkers, maar tegenwoordig zijn er tientallen journalisten en nog veel meer andere medewerkers, waaronder regisseurs, producers, redacteurs en technici.

## Huisstijl
Op 7 januari 2008 vernieuwde de VRT de volledige nieuwsstudio. Hierbij kreeg elk journaal een eigen kleur: groen voor Het journaal 1, geel voor Het journaal 6, rood voor Het journaal 7, blauwpaars voor Het journaal laat en oranje voor een extra uitzending. Terzake kreeg een blauw kleedje, net als Het journaal 8. Ook werd de site vrtnieuws.net omgedoopt tot deredactie.be.
Vanaf 25 maart 2013 werd Het journaal vanuit een nieuw decor uitgezonden. Sindsdien werden alle afleveringen van Het journaal, Koppen en Koppen XL en De vrije markt uit dezelfde studio uitgezonden. Tot die tijd werden de uitzendingen vanuit de vroegere Terzake-studio verzorgd. Het journaal 6 en Het journaal X wisselden van kleur: Het journaal 6 werd in het oranje uitgezonden, Het journaal X kreeg een gele huiskleur.
Sinds 15 februari 2016 zit Het journaal opnieuw in een nieuw kleedje. De verschillende kleuren per uitzending werden geschrapt: elk bulletin wordt voortaan uitgezonden in een blauw-wit decor. Ook het wandelen door de studio bij het begin en einde van Het journaal is afgeschaft. Alle bulletins, behalve het late journaal, worden terug zittend gepresenteerd. Voor het sportnieuws schuift het sportanker weer mee aan de desk.
Op maandag 28 mei 2018 werd Het journaal opgefrist. Ditmaal werd de vormgeving aangepast naar die van VRT NWS. De studio en muziek zijn hetzelfde gebleven.
In 2021 kreeg de studio van het journaal opnieuw een opfrisbeurt. Deze keer werden voornamelijk de beeldschermen op de achtergrond en de studioverlichting vervangen. Deze beeldschermen hebben zo'n 15.000 uitzendingen dienst gedaan en zijn versleten. Daarnaast werden ook de camera's, de grafieken (de balkjes die in beeld komen tijdens de journaals) en de muziek vervangen. De nieuwe studio werd in gebruik genomen op 5 april 2021 en kan ook gebruikt worden voor andere actuaprogramma's van de VRT.
Sinds maandag 29 augustus 2022 gaat Het journaal verder onder de naam VRT NWS journaal.

## Uitzendingen

### Huidige uitzendingen
Dagelijks zijn er drie vaste uitzendingen van het VRT NWS journaal: één om 13 uur, om 19 uur en laat op de avond is er, wanneer VRT NWS laat niet wordt uitgezonden, nog een laat journaal (rond 22 uur) op VRT 1. Op VRT 1 om 18 uur en op VRT CANVAS in het weekend om 20 uur is er een VRT NWS update. Het journaal van 19 uur is het meest bekeken en duurt het langst, ongeveer 40 minuten. Het journaal van 13 uur duurt ongeveer 25-30 minuten, het laatavondjournaal ongeveer 15 minuten (weekend) tot 25 minuten (werkweek). Op zaterdag is er in plaats van Terzake het programma Vranckx, met Rudi Vranckx als presentator. Op feestdagen is er in de plaats van Terzake, Terzake Docu. Voor aanvang van de programma’s is er een uitzending van VRT NWS update.

#### VRT NWS journaal 13u
Het Journaal 13u wordt dagelijks uitgezonden om 13 uur op VRT 1. De uitzending duurt 20 tot 30 minuten. Er is een duidelijke onderverdeling in rubrieken. De kijker krijgt twee à drie keer een vooraankondiging van een grote reportage. Er wordt geopend en afgesloten met het belangrijkste nieuws van dat moment. Op het einde van het journaal is er een sportrubriek. Op woensdag was er tevens een filmrubriek met Roel Van Bambost, maar die werd op 26 augustus 2009 stopgezet. De rubriek werd opgevolgd door reportages van filmrecensent Ward Verrijcken, die eind 2020 overleed. Het Journaal 13u wordt meestal gepresenteerd door Wim De Vilder, Hanne Decoutere of Annelies Van Herck.

#### VRT NWS journaal 19u
De belangrijkste journaaluitzending is de uitzending van 19 uur. Deze uitzending duurt 35 tot 40 minuten en wordt dagelijks uitgezonden. Er is ook een dagelijks sportblok; op zondag zit het sportblok in Sportweekend. Dan duurt het journaal 20 minuten en Sportweekend een half uur. Er wordt geopend en afgesloten met het belangrijkste nieuws van de dag. Deze uitzending wordt meestal gepresenteerd door Wim De Vilder, Hanne Decoutere of Annelies Van Herck. Tot en met 31 augustus 1997 werd deze uitzending uitgezonden om 19.30 u.

#### VRT NWS laat
VRT NWS laat geeft een compleet nieuwsoverzicht van de dag, maar ook interviews, en duurt ongeveer 25 minuten. Het wordt op werkdagen uitgezonden rond 22 uur, uitgezonderd schoolvakanties. Dit programma werd in april 2021 geïntroduceerd, als een vervanger voor het late journaal op werkdagen. Er is geen sportblok, maar belangrijk sportnieuws vindt wel een plaats in de uitzending. Laat wordt gepresenteerd door Goedele Wachters, Wim De Vilder, Riadh Bahri en Aurélie Boffé.

#### VRT NWS journaal laat
Het late journaal geeft een kort nieuwsoverzicht van de dag en duurt ongeveer 15 minuten. Sinds april 2021 wordt dit journaal enkel in het weekend en tijdens de schoolvakanties uitgezonden. Er is geen vast tijdstip, maar het journaal wordt rond 23 uur uitgezonden. Qua verloop lijkt de uitzending op die van Het Journaal 13u en Het Journaal 19u. Er is geen sportblok, maar belangrijk sportnieuws vindt wel een plaats in de uitzending.

#### VRT NWS update
Op 14 juni 2018 werd VRT NWS update geïntroduceerd, dat het vroegere journaal van 18 uur op VRT 1 en dat van 20 uur op Canvas in het weekend vervangt. Hierbij bundelt het nieuwsanker van (meestal) het late journaal het nieuws samen in 2 minuten. Dit journaal kwam er naar aanleiding van het Wereldkampioenschap voetbal 2018 en werd daarna zo verdergezet. In het najaar van 2018 werd een update rond 16.30 uur eveneens geïntroduceerd. In 2019 werd VRT NWS update hernoemd naar Het journaal update en het was uitgebreid tot 5-6 minuten. Bij de restyling in 2022 is de naam weer VRT NWS update geworden, en zijn ook de journaaluitzendingen van 18 uur in het weekend vervangen door een update.

#### Extra journaals
Bij speciale gebeurtenissen (zoals verkiezingen, begrafenissen van belangrijke personen, natuurrampen en aanslagen) wordt er een extra journaal uitgezonden.

### Voormalige uitzendingen

#### Het journaal 18u
Het journaal 18u duurde ongeveer 10 minuten. Het bood een compleet nieuwsoverzicht, maar voor verdiepende reportages werd doorverwezen naar Het journaal 19u. Er was geen sportblok in deze nieuwsuitzending. Het journaal 18u werd meestal gepresenteerd door Xavier Taveirne of Goedele Wachters. Uiteindelijk was dit journaal er enkel in het weekend. Deze uitzending is in 2018 deels vervangen door VRT NWS update, in 2022 volledig.

#### Het journaal 8
Dit was het enige journaal van Canvas. Het duurde tussen de 5 en 10 minuten en werd voorgelezen door hetzelfde nieuwsanker als dat van Het journaal 6 en Het journaal laat. Sinds 2017 was dit journaal er enkel in het weekend.

## Hoofdredactie
De hoofdredacteur van het journaal is sinds juni 2020 Dimitri Verbrugge. Eerder werd het geleid door onder meer Inge Vrancken (2016-2020), Björn Soenens (2013-2016), Wim Willems (2003-2013) en Jan Ouvry (1999-2003).

## Schermgezichten

### Nieuwslezers
Het VRT NWS journaal wordt afwisselend gepresenteerd door:
- Wim De Vilder (sinds 1999)[6]
- Annelies Van Herck (sinds 2004)[7]
- Goedele Wachters (sinds 2007)
- Hanne Decoutere (sinds 2012)
- Fatma Taspinar (sinds 2018)
- Riadh Bahri (sinds 2022)

Voormalige nieuwslezers zijn:
- Jan Bauwens
- Jan Becaus (1985-2013)
- Ivo Belet (1989-2003)
- Stefan Blommaert (1985-1993)
- Kris Borms (1988-1996)
- Lucien Boussé
- Walter Braeckman
- Freek Braeckman (2007-2012)
- Bavo Claes (1975-2005)
- Paul D'Hoore (1991-2001)
- Phara de Aguirre (2003[8], 2012 en 2014)
- Monique Delvaux (1972-1990)
- Reddy De Mey (1970-1989)
- Johan Depoortere
- Herman De Prins
- Ivan De Vadder
- Firmin de Weijer (1960)
- Omer Grawet
- Jan Holderbeke (1992-1999, 2004-2007)
- Paul Jambers
- Dirk Lesaffer
- Miel Louw
- Paul Muys
- Rik Onckelinx (jaren 60)
- Johan Op de Beeck (1980-1990)
- Johan Persyn (1989-1993)
- Yves Ponnette (2011-2012)
- Alex Puissant (1992-1996)
- Johan Ral
- Bart Schols (2013-2015)
- Jan Schodts
- Sigrid Spruyt (1991-2007)
- Dirk Sterckx (1975-1999)
- Leo Stoops (1978-jaren 90)
- Martine Tanghe (1978-2020)
- Johan Tas (1991-1998)
- Xavier Taveirne (2018-2024)
- Paul Theunissen
- Paul Trappers
- Jan Van Dam
- Siel Van der Donckt
- Geert van Istendael (1978-1993)
- Jacques Vandersichel
- Maarten Vangramberen (2016, als invaller)
- William van Laeken
- Tuur Van Wallendael
- André Vermeulen (1985-1996)
- Lieven Verstraete (2003-2018, van 2007 tot 2015 als invaller)
- Liesbet Walckiers
- Xavier Waterloos
- Stef Wauters (1999-2003)
- Walter Zinzen (1967-2002)

### PresentatorenVRT NWS laat
- Goedele Wachters (sinds 2021[9])
- Riadh Bahri (sinds 2022[10])
- Wim De Vilder (sinds 2022[bron?])
- Aurélie Boffé (sinds 2024[11])

Voormalige presentator:
- Xavier Taveirne (2021[9]-2023)

### Presentatoren weerbericht
Het weerbericht wordt afwisselend gepresenteerd door:
- Sabine Hagedoren (sinds 1993)
- Bram Verbruggen (sinds 2019)[12]
- Jacotte Brokken (sinds 2023)

Voormalige presentatoren van het weerbericht zijn:
- Armand Pien (1953-1990)
- Hilde Simons (1987)
- Frank Deboosere (1987-2023)
- Georges Küster (1987-1997)
- Bob De Richter (1987-1993)
- Peggy De Meyer (1987-1993, 2006, 2007 en 2014)
- Ron Cornelissen (1993-1994)
- Michel De Meyer (1993-1997)
- Eric Goyvaerts (1993-1997)

### Sportnieuwsankers
Om 13 uur en 19 uur is er een blok sportnieuws, voorgelezen door een sportnieuwslezer. De huidige sportpresentatoren zijn:
- Eddy Demarez (sinds 1995)
- Catherine Van Eylen (sinds 2005)
- Maarten Vangramberen (sinds 2008)
- Ruben Van Gucht (sinds 2016)
- Tess Elst (sinds 2022)
- Astrid Demeure (sinds 2024)

De sportpresentatoren presenteren ook het programma Sportweekend.
Voormalige sportnieuwsankers zijn:
| - Dirk Abrams - Alain Coninx - Tom Coninx - Fred De Bruyne - Louis De Pelsmaeker - Dirk De Weert | - Carl Huybrechts - Robin Janssens - Stefaan Lammens - Kris Meertens - Daniël Mortier - Aster Nzeyimana | - Frank Raes - Bart Schols - Ivan Sonck - Marc Stassijns - Hugo Symons - Mark Uytterhoeven | - Mark Vanlombeek - Karl Vannieuwkerke - Stef Wauters - Stef Wijnants - Djamel Zerrouk |

## Verslaggevers en correspondenten
- Steven Adolf (Marokko)
- José Da Silva (Portugal)
- Jorn De Cock (Libanon, Noord-Afrika)
- Tom Van de Weghe (Verenigde Staten)
- Tim De Wit
- Thomas Erdbrink (Iran)
- Robert-Jan Friele (Latijns-Amerika)
- Geert Groot Koerkamp (Rusland)
- Hieke Jippes
- Conny Keesen (Griekenland)
- Sander Luyten
- Olivier Matthys (Pakistan)
- Ekke Overbeek (Polen)
- Robert Portier (Australië, Nieuw-Zeeland)
- Ankie Rechess-Spitzer (Israël)
- Frank Renout (Frankrijk)
- Rob Savelberg (Duitsland)
- Björn Soenens (Verenigde Staten)
- Bruno Tersago (Griekenland)
- Sven Tuytens (Spanje)
- Lia van Bekhoven (Verenigd Koninkrijk)
- Joris Van de Kerkhof
- Sabine Vandeputte (Nederland)
- Marcel Van der Steen (Kroatië)
- Gert Van Langendonck (Egypte)
- Dirk Vermeiren (Turkije)
- Michiel Vos (Verenigde Staten)
- Hedwig Zeedijk (Italië, Vaticaanstad)
- Stefan Blommaert (China)
- Rob Heirbaut (Europa)

Voormalige verslaggevers en correspondenten zijn:
- Hanne Decoutere (Frankrijk; tot 2012)
- Greet De Keyser (Verenigde Staten; tot eind 2012)
- Robin Ramaekers (journalist) (verschillende landen; tot 2011)

## Eindredacteurs
- Gust Aerts
- Bram Callens
- Wouter Carton
- Daniël Ceyfs
- Bart Cortoos
- Wouter Dambre
- Jasmin Dielens
- Bart Hellemond
- Yves Ponnette
- Emmanuel Rottey
- An Toeloose
- Stijn Verhaaren

## Best bekeken uitzendingen
| Datum            | Kijkers   | Reden                                                                        |
| ---------------- | --------- | ---------------------------------------------------------------------------- |
| 30 november 2020 | 2.008.425 | Laatste werkdag van nieuwsanker Martine Tanghe alvorens op pensioen te gaan. |
| 27 maart 2020    | 1.753.000 | Uitvaardigen van maatregelen naar aanleiding van de coronacrisis.            |
| 13 maart 2013    | 1.449.000 | Franciscus I wordt de nieuwe paus.                                           |